# Portillo de Soria
Portillo de Soria là một đô thị ở tỉnh Soria, Castile và León, Tây Ban Nha. Theo điều tra dân số năm 2004 của Viện thống kê quốc gia Tây Ban Nha, đô thị này có dân số 18 người.